# Pohja
Pohja (szw. Pojo) – dawna gmina w Finlandii, w regionie Uusimaa (prowincja Finlandia Południowa), ok. 80 kilometrów na zachód od Helsinek. 1 stycznia 2009 roku wraz z Ekenäs i Karis została połączona w gminę Raseborg. W chwili połączenia liczyła 4936 mieszkańców. Jej powierzchnia wynosiła 266,13 km², z czego 41,47 km² stanowiła woda. Gęstość zaludnienia wynosiła około 22 osoby/km².
Pierwsze wzmianki o miejscowości pojawiły się w roku 1359. W 1649 w pobliżu Pohji założona została firma Fiskars, która do dziś pozostaje jednym z największych pracodawców w regionie.